# Marcipa semilunata
Marcipa semilunata là một loài bướm đêm trong họ Erebidae.